# Albert Bachmann (Philologe)

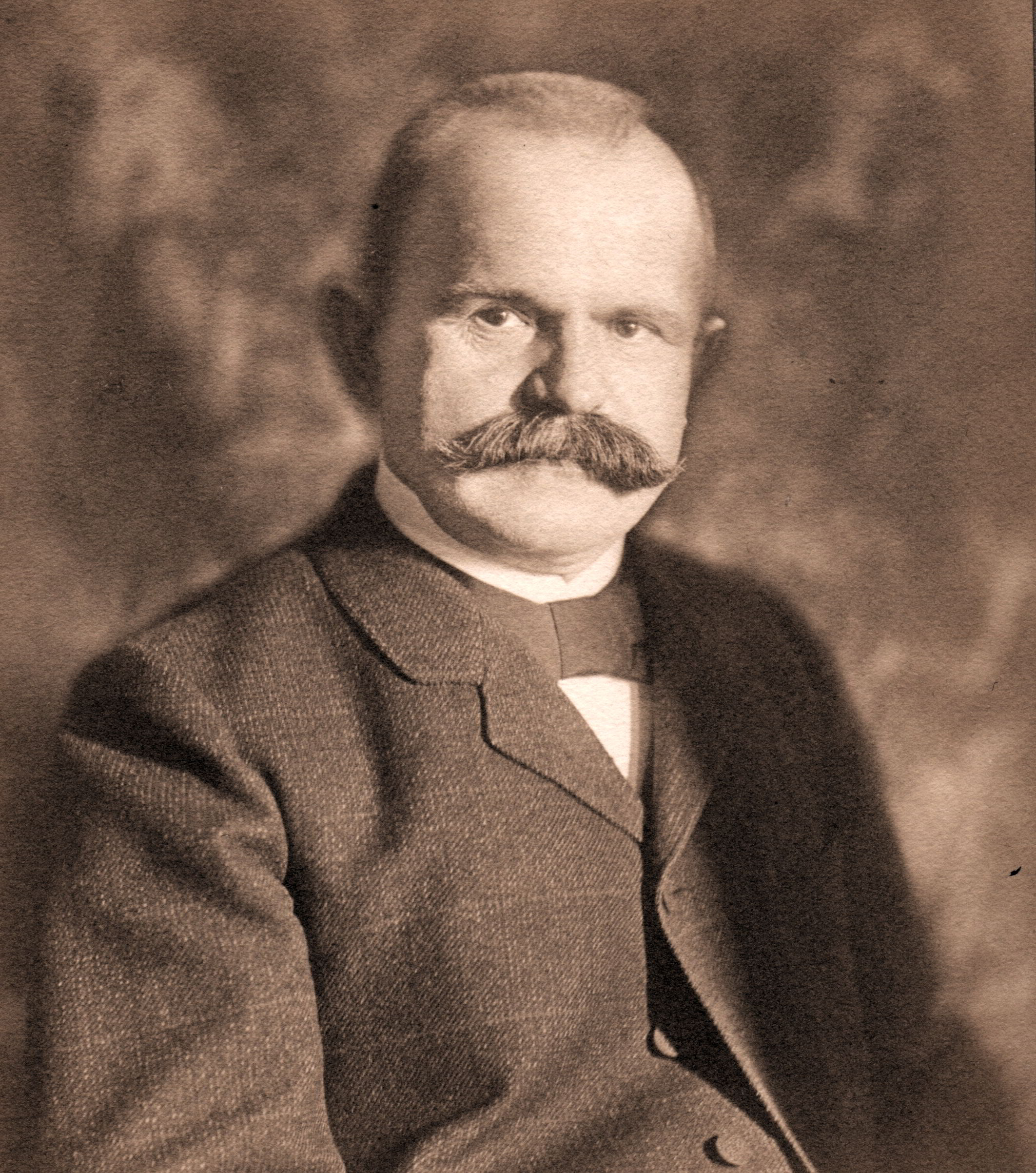
Albert Bachmann (1863–1934)

Johann Albert Bachmann (* 12. November 1863 in Hüttwilen; † 30. Januar 1934 in Samedan) war ein Schweizer Dialektologe und Mediävist, Professor für germanische Philologie an der Universität Zürich sowie ab 1892 Redaktor beziehungsweise ab 1896 bis zu seinem Tod Chefredaktor am Schweizerischen Idiotikon.

## Leben

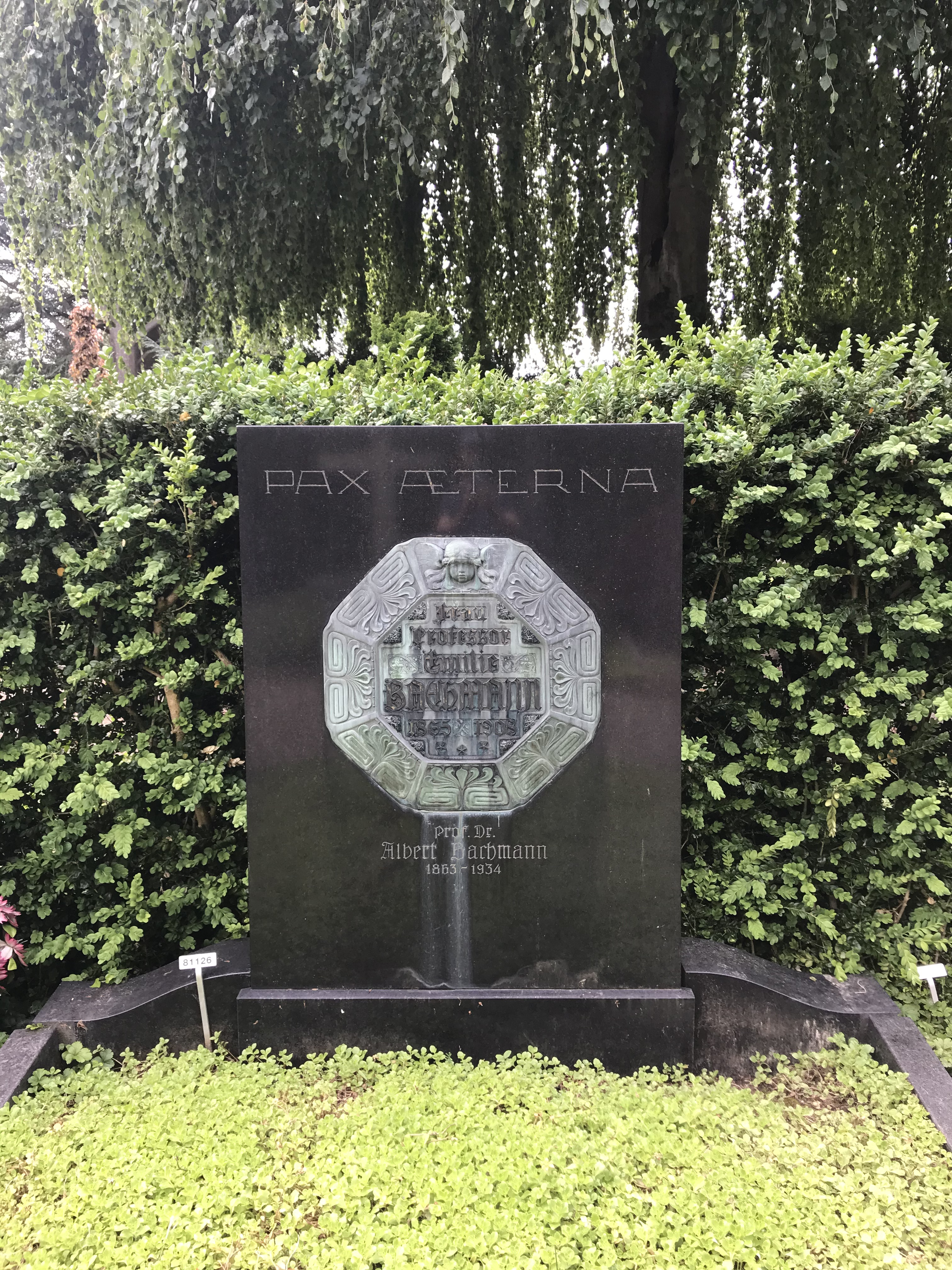
Grab von Albert und Emilie Bachmann auf dem Friedhof Enzenbühl, Zürich

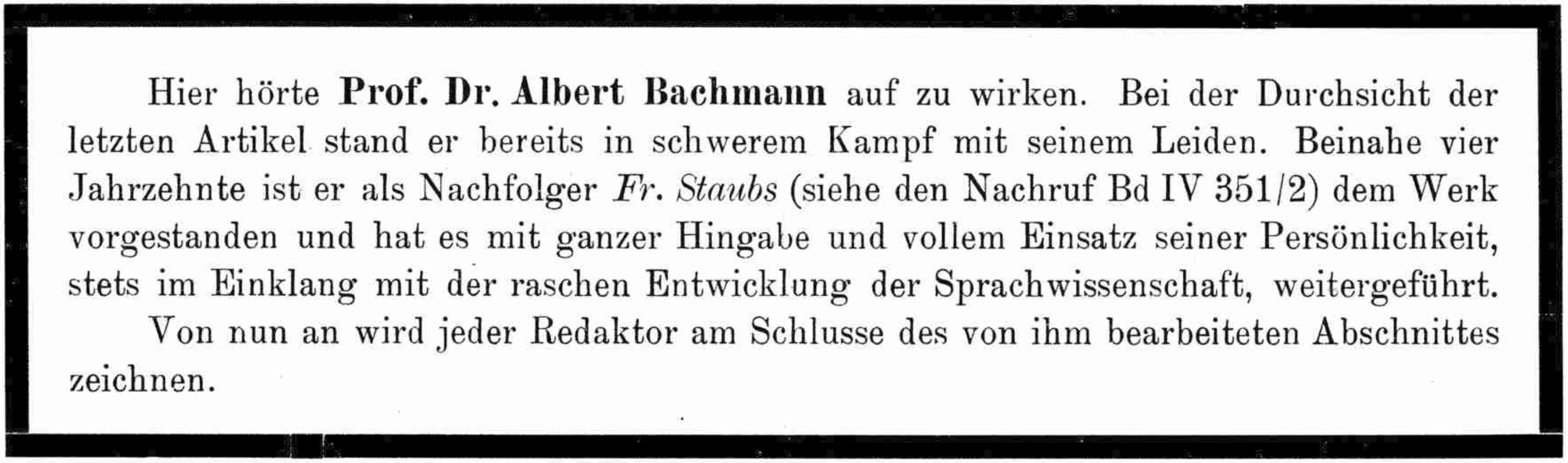
Todesanzeige für Albert Bachmann im Schweizerischen Idiotikon, Band X, Spalte 717/8

Albert Bachmann war der Sohn eines Thurgauer Bauern. Er besuchte die Kantonsschule in Frauenfeld, wo er sich von seinem Deutsch- und Geschichtslehrer Johannes Meyer für das Studium der Sprachen und Dialekte begeistern liess. Er studierte an der Universität Zürich unter anderem bei Adolf Kaegi, Heinrich Schweizer-Sidler und Ludwig Tobler Germanische Philologie und Vergleichende Sprachwissenschaft und promovierte am 9. Januar 1886 mit seinen Beiträgen zur Geschichte der schweizerischen Gutturallaute. 1891 habilitierte er sich mit seiner Edition der Schweizer Volksbücher aus einer Zürcher Handschrift des fünfzehnten Jahrhunderts. In diesen Jahren (1886–1896) arbeitete Bachmann als Deutschlehrer an der Zürcher Kantonsschule (heute Kantonsschule Rämibühl). 
1892 wurde Bachmann Redaktor am Schweizerischen Idiotikon. 1896 trat er die Nachfolge von Ludwig Tobler als Ordinarius für Germanische Philologie an der Universität Zürich und im gleichen Jahr die Nachfolge von Friedrich Staub als Chefredaktor des Schweizerischen Idiotikons an. Bachmann stellte das Idiotikon ganz ins Zentrum seines Schaffens und schlug eine Wahl zum Rektor der Universität Zürich zweimal aus. Nach seinem Tode 1934 übernahm Otto Gröger als «Bureauchef» faktisch das Amt des Chefredaktors.
Albert Bachmann heiratete zweimal, 1886 Emilie geb. Bachmann (1865–1908) und 1914 Martha geb. Blumer (1886–1977). Die jüngste seiner drei Töchter, Hilde, heiratete den Dialektologen und Anglisten Eugen Dieth. Begraben liegen Albert und Emilie auf dem Friedhof Enzenbühl, Martha hingegen fand ihre letzte Ruhe im Grab ihres vorverstorbenen Schwiegersohns und ihrer Tochter.
Bachmann war eine «markante Persönlichkeit, ein unwandelbarer Charakter», er hatte ein «rücksichtsloses Pflichtgefühl gepaart mit tiefverwurzeltem, autoritärem Wissen» (Eugen Dieth). Diese Eigenschaften verhalfen einerseits dem Schweizerischen Idiotikon zu höchstem Niveau und viel Anerkennung, machten aber anderseits das Verhältnis zu seinen Mitarbeitern und Schülern nicht immer leicht.

## Forschung und Schaffen

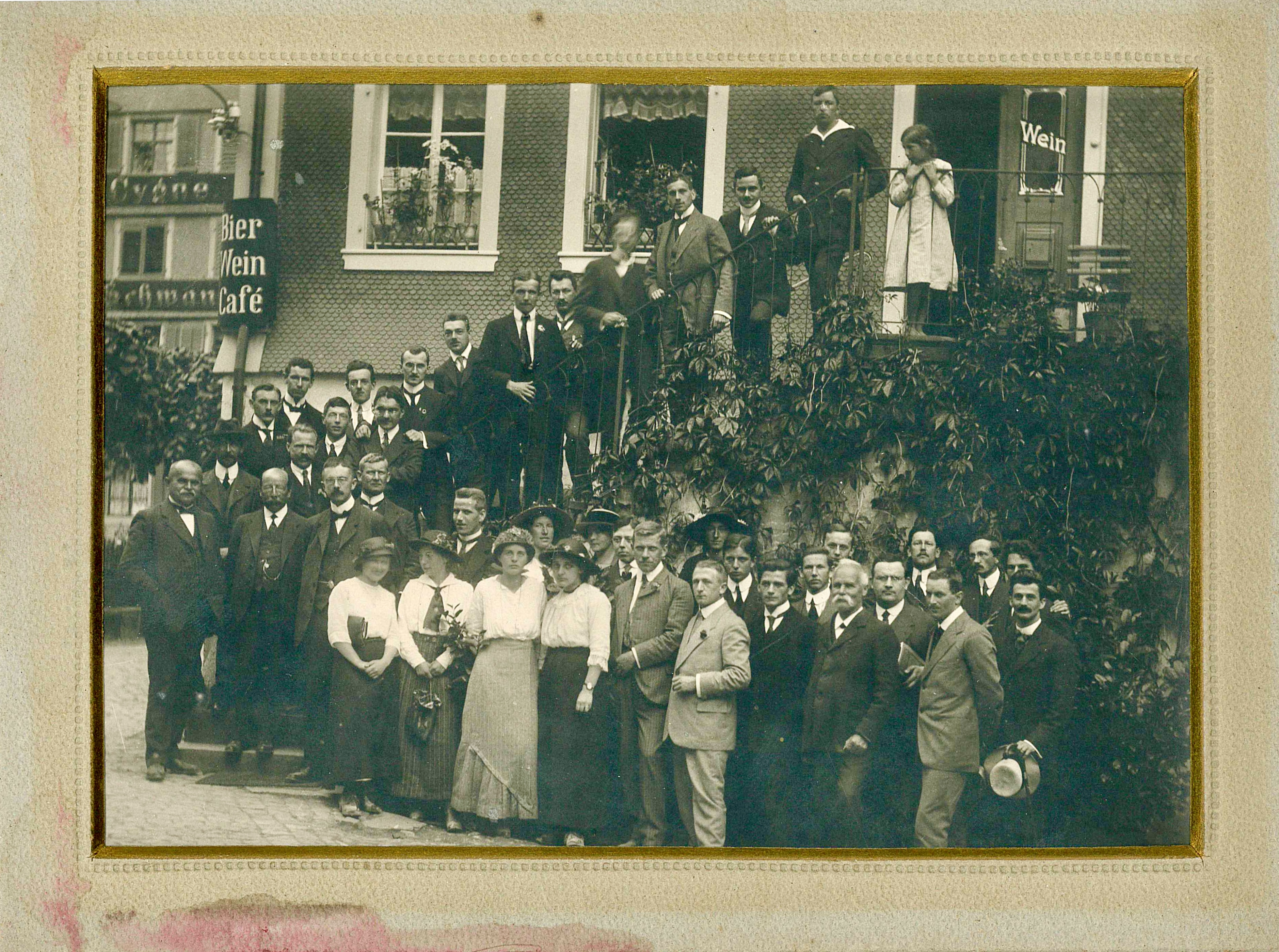
Albert Bachmann (links aussen, daneben Meinrad Lienert) mit Studierenden in Einsiedeln (1916)

Bachmann beschäftigte sich intensiv mit den deutschschweizerischen Dialekten, er war Herausgeber der wissenschaftlichen Reihe Beiträge zur Schweizerdeutschen Grammatik (BSG), die insgesamt 20 Bände umfasst, und gründete 1913 zusammen mit Louis Gauchat das Phonogrammarchiv der Universität Zürich. Bei den BSG-Monographien handelte es sich um Ortsgrammatiken, die «mit einem überraschend dynamischen Mundartbegriff arbeiten, der es erlaubt, neue Erscheinungen, Quereinflüsse, Schwankungen und Altersschichten im Dialekt sorgfältig und unbefangener zu registrieren als viele andere Untersuchungen» der damaligen Zeit. Sein 1908 gedrucktes Kapitel über die Sprachen und Mundarten im Geographischen Lexikon der Schweiz galt bis zum Erscheinen des Sprachatlasses der deutschen Schweiz ab den 1960er Jahren als die massgebliche Beschreibung der gesamtschweizerdeutschen Dialektgeographie. Erstaunlicherweise bot Bachmann an der Universität keine Lehrveranstaltungen zu den schweizerdeutschen Dialekten an, abgesehen von einem freiwilligen, vierzehntäglichen «Schweizerdeutschen Kränzchen», in dessen Rahmen Bachmann mit den Studierenden in dialektale Grenzlandschaften fuhr, wo diese, in kleine Gruppen verteilt, die umliegenden Dörfer auf ihren Lautstand hin aufnahmen und so die Isoglossen aufspürten. Die von Albert Bachmann nachhaltig geförderte Erforschung der Schweizer Dialekte wurde von seinen Schülern Heinrich Baumgartner, Walter Henzen und Paul Zinsli an der Universität Bern, von Rudolf Hotzenköcherle und Manfred Szadrowsky an der Universität Zürich fortgeführt; sein Schüler Wilhelm Wiget war Professor an der Universität Dorpat in Estland, ehe er 1932 Bachmanns Nachfolger in Zürich wurde.
Der zweite Schwerpunkt von Bachmanns philologischem Wirken lag im Mittelhochdeutschen und Frühneuhochdeutschen. Er edierte deutsche Literatur des 15. und 16. Jahrhunderts (Morgant der Riese 1890, Die Haimonskinder 1895) und gab 1892 ein mittelhochdeutsches Lesebuch einschliesslich einer fundierten Kurzgrammatik heraus, das in den folgenden rund achtzig Jahren immer wieder neu aufgelegt wurde. Bachmann wirkte überdies lange Zeit bei der kritischen Edition von Huldrych Zwinglis Werken mit. Die ihm angetragene Neubearbeit von Matthias Lexers Mittelhochdeutschen Wörterbuch lehnte er hingegen ab.
Sein Hauptverdienst lag jedoch darin, das noch im frühgermanistischen Stadium begonnene Schweizerische Idiotikon auf die zu seiner Zeit aktuelle wissenschaftliche, junggrammatische Grundlage umzustellen. Augenscheinlich inspiriert von Hermann Pauls lexikographie-theoretischen Forderungen (Über die Aufgaben der wissenschaftlichen Lexikographie, München 1894/95), legte Bachmann deutlich mehr Gewicht auf eine umfassende Darstellung der Wortgeschichte, und unter seiner Leitung wurden in grossem Stil semantische, geographische und zeitliche Lücken im Wortbestand geschlossen. Auf dieser Grundlage avancierte das Schweizerische Idiotikon zum umfangreichsten Regionalwörterbuch des Deutschen.

«Er sah in ihm seine eigentliche Lebensaufgabe, der sich letzten Endes alles, Lehrtätigkeit und Privatleben, unterzuordnen hatte. Von starker Überzeugung getragen, mit klarem, kritischem Geist, dazu mit einer unermüdlichen Arbeitskraft begabt, hat er das Werk in einer Weise fortgeführt und ausgebaut, die ihm alsbald in Fachkreisen den Ruf eines Musterwörterbuches sicherte.»

«Man kann es den beteiligten Kreisen nicht eindringlich genug sagen, welch unvergleichlichen nationalen Schatz und welche ganz ausserordentliche wissenschaftliche Leistung das Idiotikon für das ganze schweizerische Volk bedeutet. Die deutsche Sprachwissenschaft ist ohne Idiotikon undenkbar.»

Bachmann machte überdies 1916 an der Konferenz der kantonalen Vermessungsaufsichtsbeamten in Bern den Vorschlag, dass die Flurnamen in den Kartenwerken nicht mehr in verhochdeutscher, sondern in einer gemässigt-mundartlichen Form verschriftet werden sollten. Er selbst stiess damals noch auf viel Widerstand, doch rund dreissig Jahre später gelang es Guntram Saladin, der ebenfalls am Schweizerischen Idiotikon arbeitete, diesem Anliegen zum Durchbruch zu verhelfen.
Ab 1916 war Bachmann ferner einige Jahre lang Mitglied im Ausschuss des Deutschschweizerischen Sprachvereins (heute Schweizerischer Verein für die deutsche Sprache) und damit für die Herausgabe von dessen «Volksbüchern» (Lebensbilder schweizerischer Schriftsteller) verantwortlich. Im Januar 1920 nahm er im Auftrag des schweizerischen Bundesrates als offizieller Schweizer Vertreter an der zwischenstaatlichen Rechtschreibekonferenz in Berlin teil.
Für sein Schaffen wurde er mit einer Festschrift geehrt: Festschrift Albert Bachmann zu seinem sechzigsten Geburtstag am 12. November 1923, gewidmet von Freunden und Schülern. Deutscher Sprachverein, Berlin 1924 (= Zeitschrift für Deutsche Mundarten 19).

## Nachlass
Bachmanns Nachlass befindet sich in der Handschriftensammlung der Zentralbibliothek Zürich sowie im Archiv des Schweizerischen Idiotikons, ein Fotoalbum der Familie Bachmann-Blumer überdies in der Sammlung «Historische Fotografie» des Schweizerischen Landesmuseums.

## Publikationen (Auswahl)
- Beiträge zur Geschichte der schweizerischen Gutturallaute. Genossenschafts-Buchdruckerei, phil. Diss., Zürich 1886.
- (Hrsg., zusammen mit Samuel Singer): Deutsche Volksbücher aus einer Zürcher Handschrift des fünfzehnten Jahrhunderts. Litterarischer Verein in Stuttgart, Tübingen 1889 (Bibliothek des Litterarischen Vereins in Stuttgart 185).
- (Hrsg.): Morgant der Riese. In der deutschen Übersetzung des 16. Jahrhunderts. Litterarischer Verein in Stuttgart, Tübingen 1890 (Bibliothek des Litterarischen Vereins in Stuttgart 189).
- (Hrsg.): Die Haimonskinder. In deutscher Übersetzung des 16. Jahrhunderts. Litterarischer Verein in Stuttgart, Tübingen 1895 (Bibliothek des Litterarischen Vereins in Stuttgart 206).
- Mittelhochdeutsches Lesebuch mit Grammatik und Wörterbuch. Höhr, Zürich 1892; zahlreiche Neuauflagen.
- Charles Knapp, Maurice Borel, Victor Attinger, Heinrich Brunner, Société neuchâteloise de géographie (Hrsg.): Geographisches Lexikon der Schweiz. Band 5: Schweiz – Tavetsch. Verlag Gebrüder Attinger, Neuenburg 1908, S. 58 –76, Stichwort Schweiz: D. Sprachen und Mundarten  (Scan der Lexikon-Seite).
- Wortartikel im Schweizerischen Idiotikon 1892–1934 (Bände III–X). Ab 1896 hat Bachmann auch alle nicht selbst verfassten Artikel endredigiert.
- (Reihenherausgeber): Beiträge zur Schweizerdeutschen Grammatik. 20 Bände. Huber, Frauenfeld 1910–1941.

## Nachweise
1. ↑  Beschluss des Zürcher Regierungsrates vom 30. Januar 1896.
2. ↑  Zum Andenken an Frau Professor Emilie Bachmann, geb. 14. August 1865, gest. 15. November 1908, Verwandten und Freunden gewidmet  (Digitalisat).
3. 1 2  Eugen Dieth: Albert Bachmann (1863–1934) und die schweizerdeutsche Sprachforschung. In: Orbis. Bulletin International de Documentation Linguistique. Band 2, 1953, S. 244–249, hier S. 248.
4. ↑  Ingo Reiffenstein: Das phonetische Beschreibungsprinzip als Ergebnis junggrammatischer und dialektologischer Forschungsarbeiten. In: Dialektologie. Ein Handbuch zur deutschen und allgemeinen Mundartforschung (= Handbücher zur Sprach- und Kommunikationswissenschaft. Band 1.1). Hrsg. von Werner Besch, Ulrich Knoop, Wolfgang Putschke, Herbert Ernst Wiegand. Erster Halbband. Walter de Gruyter, Berlin / New York 1982, S. 23–38, hier S. 30.
5. ↑  Eugen Dieth: Albert Bachmann (1863–1934) und die schweizerdeutsche Sprachforschung. In: Orbis. Bulletin International de Documentation Linguistique. Band 2, 1953, S. 244–249, hier S. 247.
6. ↑  Pauls Anmahnungen an die Lexikographie waren der Redaktion bekannt, wie aus dem 1895 publizierten Bericht über die vorangegangenen Jahre hervorgeht. Angesichts des (freilich von Bachmann ignorierten) Kürzungskonzepts hiess es dort (S. 4): «Es vermag also unser Idiotikon von vorneherein den neulich von Paul formulierten Anforderungen nicht genügen.»
7. ↑  Eugen Dieth: Albert Bachmann (1863–1934) und die schweizerdeutsche Sprachforschung. In: Orbis. Bulletin International de Documentation Linguistique. Band 2, 1953, S. 244–249, hier S. 246.
8. ↑  Guntram Saladin: Zur Frage der Namenschreibung auf den neuen Karten. In: Schweizerische Zeitschrift für Vermessungswesen und Kulturtechnik 5/6 (1936), S. 110–116 (doi:10.5169/seals-195962).
9. ↑  Christoph Landolt: Fast so vielfältig wie die Flurnamen: Die Schreibweise auf den Landeskarten. Eidgenössische Regeln und kantonale Ausnahmen. In: Sprachspiegel 72 (2016), S. 139–146 (Digitalisat).
10. ↑  Nachl. A. Bachmann 1–19
11. ↑  LM-89817.1-1184

| Personendaten    | Personendaten                  |
| ---------------- | ------------------------------ |
| NAME             | Bachmann, Albert               |
| ALTERNATIVNAMEN  | Bachmann, Johann Albert        |
| KURZBESCHREIBUNG | Schweizer Sprachwissenschafter |
| GEBURTSDATUM     | 12. November 1863              |
| GEBURTSORT       | Hüttwilen                      |
| STERBEDATUM      | 30. Januar 1934                |
| STERBEORT        | Samedan                        |